# Bretocino
Bretocino è un comune spagnolo di 314 abitanti situato nella comunità autonoma di Castiglia e León.